# Pagubice
 Pagubice  falu Horvátországban, Isztria megyében. Közigazgatásilag Cerovljéhez tartozik.

## Fekvése
Az Isztriai-félsziget közepén, Pazintól 10 km-re északkeletre, községközpontjától 3 km-re északnyugatra fekszik.

## Története
A településnek 1857-ben 91, 1910-ben 265 lakosa volt. 2011-ben 131 lakosa volt.

## Lakosság
| Lakosság változása | Lakosság változása | Lakosság változása | Lakosság változása | Lakosság változása | Lakosság változása | Lakosság változása | Lakosság változása | Lakosság változása | Lakosság változása | Lakosság változása | Lakosság változása | Lakosság változása | Lakosság változása | Lakosság változása | Lakosság változása |
| ------------------ | ------------------ | ------------------ | ------------------ | ------------------ | ------------------ | ------------------ | ------------------ | ------------------ | ------------------ | ------------------ | ------------------ | ------------------ | ------------------ | ------------------ | ------------------ |
| 1857               | 1869               | 1880               | 1890               | 1900               | 1910               | 1921               | 1931               | 1948               | 1953               | 1961               | 1971               | 1981               | 1991               | 2001               | 2011               |
| 91                 | 94                 | 193                | 198                | 238                | 265                | 0                  | 0                  | 236                | 233                | 201                | 160                | 136                | 141                | 135                | 131                |

## Nevezetességei
Páduai Szent Antal tiszteletére szentelt kis egyhajós templomáról a hagyomány azt tartja, hogy egykor két külön bejárata volt mivel pontosan az osztrák-velencei határom helyezkedett el. 1995-ben teljesen megújították.